# Gryon basokoi
Gryon basokoi är en stekelart som först beskrevs av Jean Risbec 1958.  Gryon basokoi ingår i släktet Gryon och familjen Scelionidae. Inga underarter finns listade i Catalogue of Life.